# پائول شرر
 پائول شرر (انگلیسی: Paul Scherrer؛ زاده ۳ فوریهٔ ۱۸۹۰ - درگذشته ۲۵ سپتامبر ۱۹۶۹) یک فیزیک‌دان اهل سوئیس بود.